# Epipocus mulilatus
Epipocus mulilatus es una especie de coleóptero de la familia Endomychidae.

## Distribución geográfica
Habita en México y Guatemala.